# Първи отряд на космонавтите на СССР
Първият отряд на космонавтите на СССР е сформиран през февруари-април 1960 г. Официалното му име е "1960 Группа ВВС №1". В началото на 1959 г. е взето решение за подготовката и екипа космонавти, които ще извършат първия полет в Космоса с кораба "Восток".
Изборът за бъдещите космонавти бил поверен на група специалисти от Института по авиационна медицина. Това са Е. Карпов, В. Яздовски, Н. Гуровски, О. Газенко, А. Генин и др. За космонавти били избирани само хора, които отговаряли на следните изисквания: професия пилот-изтребител, възраст до 35 години, ръст до 175 cm, тегло до 75 kg. Според други източници: възраст до 30 години, ръст до 170 cm, тегло до 70 kg.
На 11 януари 1960 г. е създаден Център за подготовка на космонавтите (ЦПК) от BBC. По план трябвало да се обучат 20 космонавта. На 24 февруари 1960 за началник на ЦПК е назначен полковник Евгени Анатолиевич Карпов.
До началото на март т.г. е сформирана група от 20 бъдещи космонавта. На 7 март 1960 в първия отряд на космонавтите са зачислени 12 души: Иван Аникеев, Валери Биковски, Борис Волинов, Юрий Гагарин, Виктор Горбатко, Владимир Комаров, Алексей Леонов, Григорий Нелюбов, Андриан Николаев, Павел Попович, Герман Титов и Георгий Шонин. По-късно към тях се присъединяват Евгений Хрунов, Дмитрий Заикин, Валентин Филатиев, Павел Беляев, Валентин Бондаренко, Валентин Варламов, Марс Рафиков и Анатолий Карташов.
През лятото на 1960 г. е сформирана група от шест космонавти, която непосредствено продължава подготовката за първия полет на човека в космоса. Екипът се състои от Юрий Гагарин, Герман Титов, Андриян Николаев, Павел Попович, Григорий Нелюбов и Валерий Биковски. На 17 и 18 януари 1961 г. тези 6 космонавта успешно изпитват първия полет в космоса. На 12 април Гагарин извършва първия полет в космоса, като резервен пилот е Герман Титов, а резервен космонавт – Григорий Нелюбов.